# Thermosphaeroma subequalum
Thermosphaeroma subequalum là một loài chân đều trong họ Sphaeromatidae. Loài này được Cole & Bane miêu tả khoa học năm 1978.